# 菲施尔哈姆
菲施尔哈姆是奥地利上奥地利州韦尔斯兰县的一个市镇。总面积16平方公里，总人口1281人，人口密度80.1人/平方公里（2005年）。